# Leptodoryctes luizi
Leptodoryctes luizi is een insect dat behoort tot de orde vliesvleugeligen (Hymenoptera) en de familie van de schildwespen (Braconidae). De wetenschappelijke naam van de soort werd voor het eerst geldig gepubliceerd door Barbalho & Penteado-Dias in 1999.